# 南ブトン県
南ブトン県(みなみブトンけん、インドネシア語: Kabupaten Buton Selatan)はインドネシアの南東スラウェシ州に位置する県。県都はバタウガ(Batauga)
インドネシアの2014年第16号法に基づいてブトン県から分離し暫定的に設置された。住民はチアチア語やウォリオ語を話すブトン人系住民が多数である。
やしの葉のから作られるアグル(Agel)と呼ばれる繊維で紐や籠、近年では手提げカバンなどが作られている。砂浜や、民族伝統、かつての遺跡などを資源として観光も行われている。

## 自治体
県は7の郡（kecamatan）からなり、2010年の調査では人口は以下のようであった。
| 名称                       | 人口 2010年 |
| -------------------------- | ----------- |
| Sampolawa                  | 20,121      |
| Batu Atas                  | 8,246       |
| Lapandewa                  | 7,772       |
| Batauga                    | 13,993      |
| Siompu                     | 8,753       |
| Kadatua                    | 7,703       |
| Siompu Barat (West Siompu) | 8,119       |

## 註
1. ↑  “Belum Mekar, Warga Buton Sudah Ribut Soal Ibu Kota” (2014年2月12日). 2016年3月23日閲覧。
2. ↑  Biro Pusat Statistik, Jakarta, 2011.